# Diův chrám v Olympii
Diův chrám v Olympii byl hlavní a největší chrám ve starověké Olympii. V chrámu byla umístěna kultovní socha Dia od sochaře Feidia – jeden ze sedmi divů světa (viz). V současné době je budova v troskách. Socha se nedochovala.

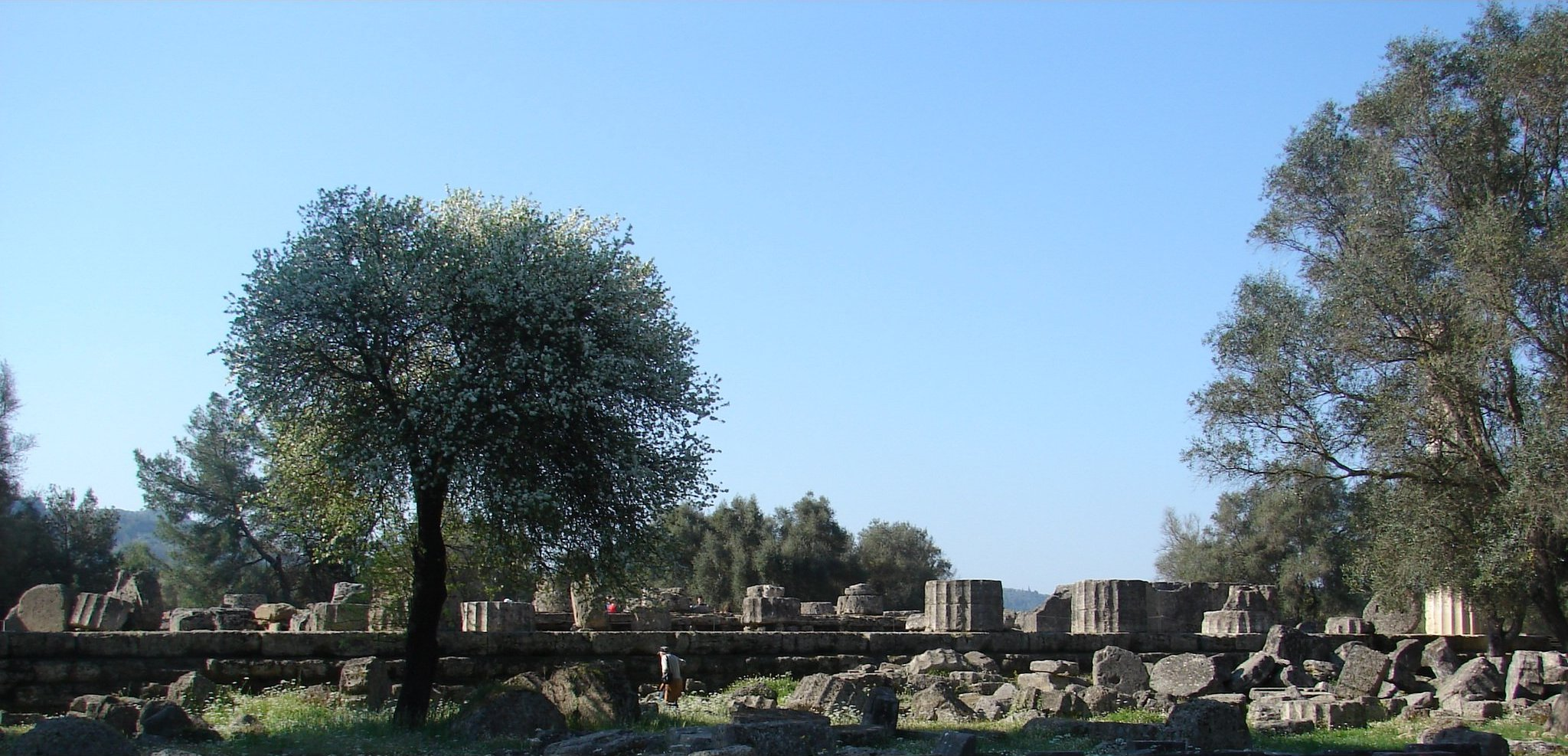
Trosky chrámu - současný stav

## Historické souvislosti

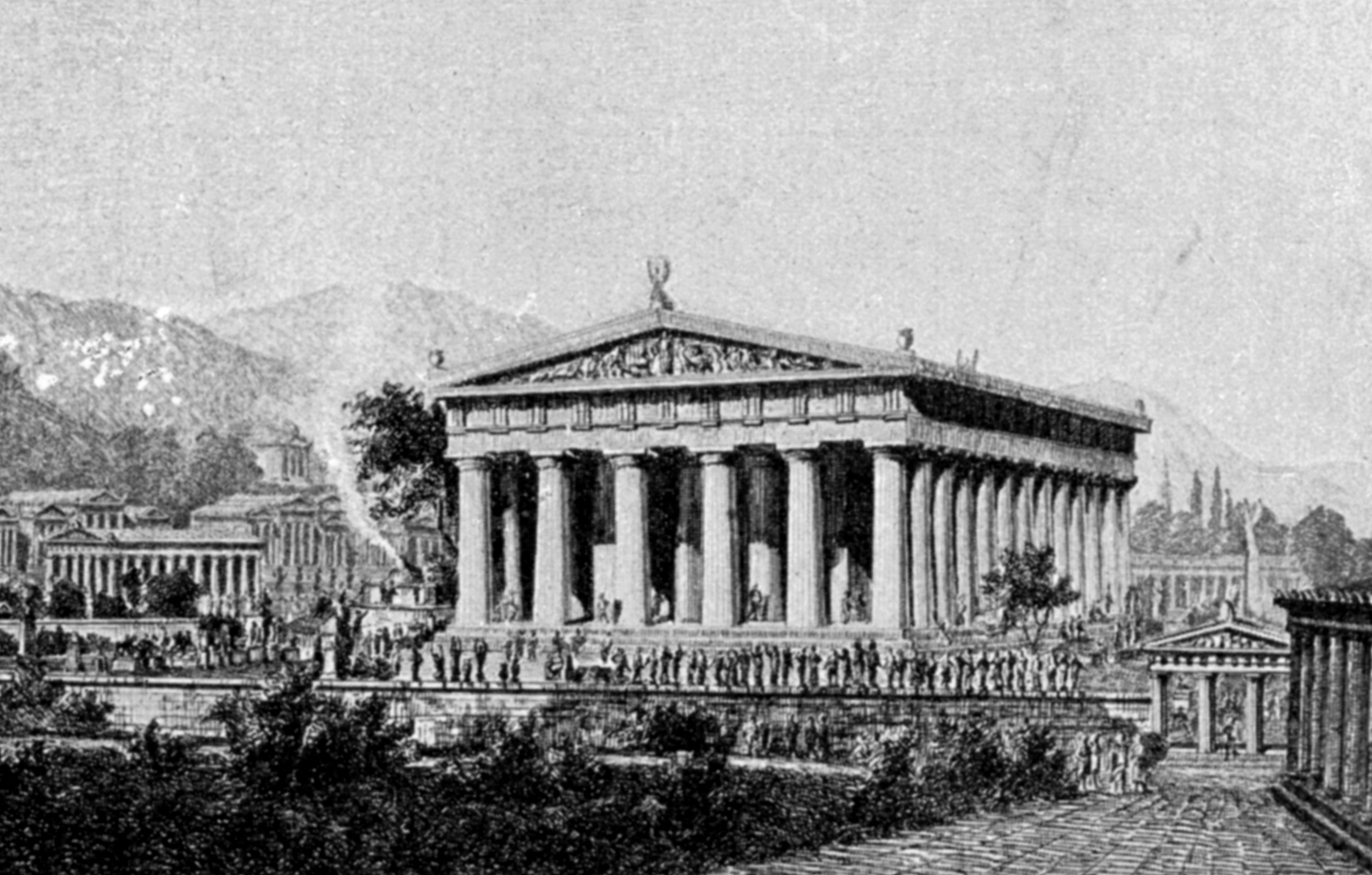
Rekonstrukce pohledu na Diův chrám v Olympii

Území Olympie bylo vždy územím víceméně neutrálním a nikdy nemělo významnou hospodářskou či politickou moc. Bylo spíše shromaždištěm s konáním známých her. Stejně tak v 5. stol. př. n. l., kdy došlo ke stavbě chrámu, bylo dostatečně vzdáleno jak od řecko-perských válek, tak od vzájemných půtek mezi řeckými městskými státy. Zatímco Athény byly vypleněny a bez peněz, Delfy se připojily k Peršanům, Olympie zůstala netknutá. Proto se zde nerušeně mohla realizovat umělecká generace začátku pátého století.
Zeus byl jako vládce oblohy a všehomíra dlouho uctíván pod širým nebem a v Olympii dlouho nebylo Diova chrámu, pouze oltáře zhotoveného z popela předešlých obětišť. Je však možné, že archaický chrám bohyně z 6. stol. př. n. l. byl původně zasvěcen Diovi, a až po postavení nového chrámu začátkem 5. století byl zasvěcen Héře. Klasický Diův chrám byl postaven v letech 468 – 456 př. n. l. na zbytcích jiných staveb. Je dokladem architektury a sochařství počátků klasického období antického Řecka. Architektem byl Libón z Élidy. Autory výzdoby ve štítech byli podle Pausania Alkamenes (západní štít) a Paiónios (východní štít). Sochu Dia zhotovil, jak již bylo řečeno, Feidiás kolem roku 430 př. n. l. Do vybudování Parthenónu byl největším řeckým chrámem. Důvod vybudování tak nákladné stavby patrně souvisí s vítěznou válkou města Élidy proti městu Skillus.
Roku 373 př. n. l. byl chrám těžce poškozen silným zemětřesením zejména na průčelní straně, která musela být obnovena. Olympijský kult a slavnosti si udržely značnou proslulost v období hellénismu i za římských dob a o celý komplex včetně chrámu bylo dobře pečováno. V roce 290 n. l. byl chrám opět poškozen zemětřesením a opět nákladně opraven. Za doby Byzantské říše byla roku 394 socha odvezena do Konstantinopole a v pozdější době se chrám zřítil. Jeho trosky byly překryty nánosy řeky Alfeios a v nich se uchovala část výzdoby chrámu, kterou tak dnes můžeme obdivovat. Části stavby byly také zabudovány do pozdějších hradeb.

## Architektonická podoba a sochařská výzdoba

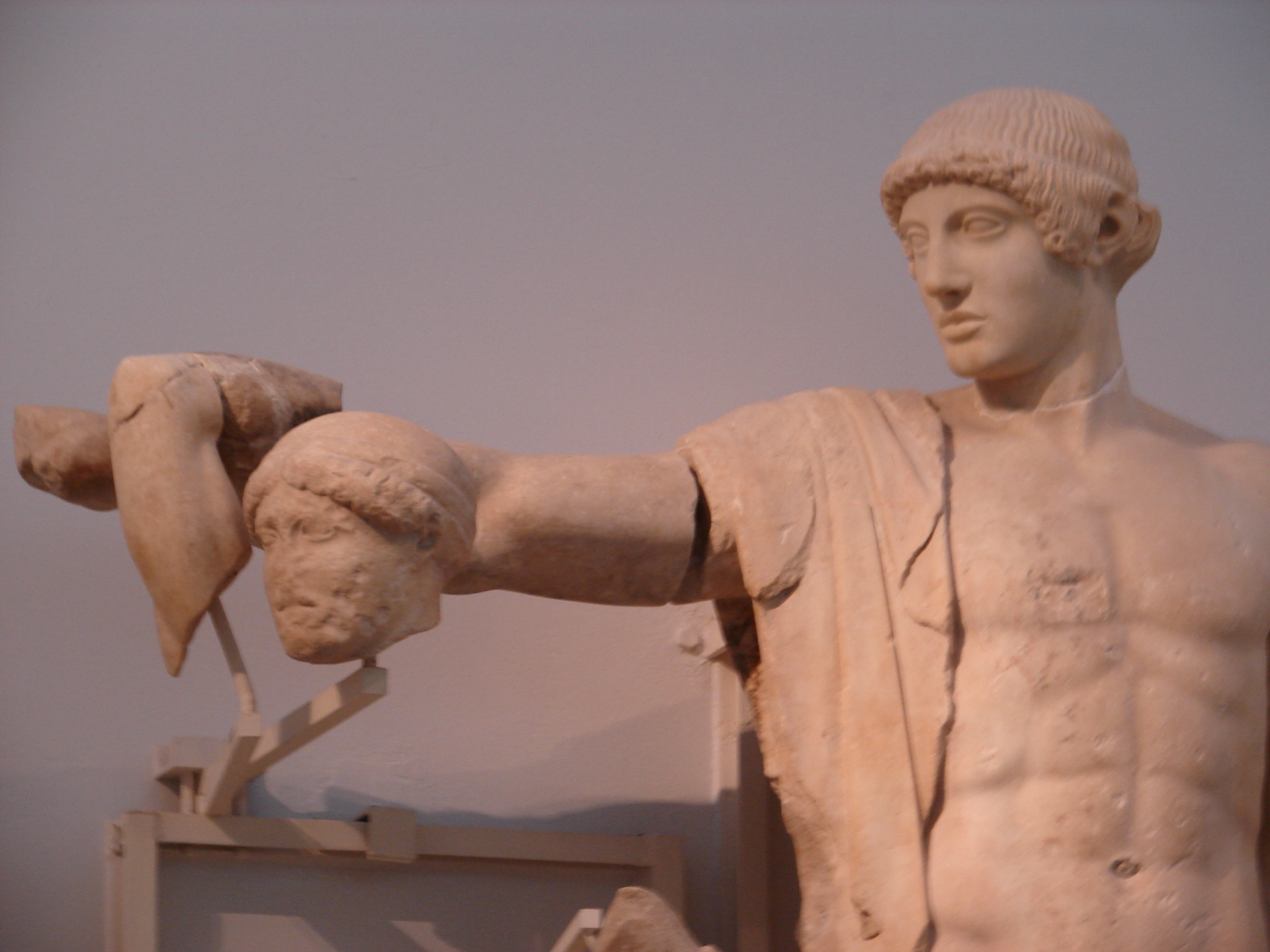
Apollón shlíží na hostinu Lapithů a kentaurů, skulptura západního štítu

Diův chrám v Olympii byl vybudován v přísném dórském stylu a dosahoval délky 27 metrů. Stylobat (svrchní deska stupňovitého podkladu) byl o rozměrech 64,12 × 27,68 m. Měl 34 dórských sloupů po obvodu, z toho šest v průčelích (peripteros hexastylos), které byly 10,51 m vysoké (podle jiných zdrojů 20,13 m). Vnitřní svatyně (náos) měla zdi po celé délce stran a její průčelí byla uzavřena portálem se dvěma dórskými sloupy (distylos in antis). Vnitřní prostor byl rozdělen na tři místnosti: vlastní svatyni (cella), předsíň (pronaos) a zadní předsíň (opisthodomos). V předsíní byly umísťovány votivní dary a vítězové Olympiád zde byli obřadně odměňováni věnci. Zadní předsíň sloužila jako přednáškový sál. Po umístění Feidiovy sochy byl prostor svatyně rozdělen tak, aby vymezil přístup k soše a místa odkud ji lze pozorovat. Bazének s olejem měl konzervovat slonovinové součásti sochy. (viz nákres průřezu chrámem (externí odkaz))
Použitým materiálem pro stavbu byl místní hrubozrnný vápenec se štukovým povlakem. Krytina a sochařská výzdoba byly vyhotoveny z mramoru pocházejícího z ostrova Paros.
Diův chrám v Olympii je také prvním známým příkladem architektonické (respektive sochařsko-architektonické) soutěže v historii.
Sochařská výzdoba byla umístěna v obou štítech a v metopách vlysu nad oběma vnitřními portály. Venkovní dórský vlys byl bez reliéfu. Byla osazena roku 456 př. n. l. Vzhledem k velké výšce jejího umístění mohla být zpracována ve velkých plochách, ale z dochovalých zbytků je patrné, že je, podobně jako na Parthenónu, zpracována do detailů. Těla i obličeje postav byly značně individualizovány. Tato individualita se však pozdějším vývojem ztrácí. Mužské postavy jsou v uvolněném postoji s vahou na jedné noze, což dokládá posun této výzdoby od archaických děl.

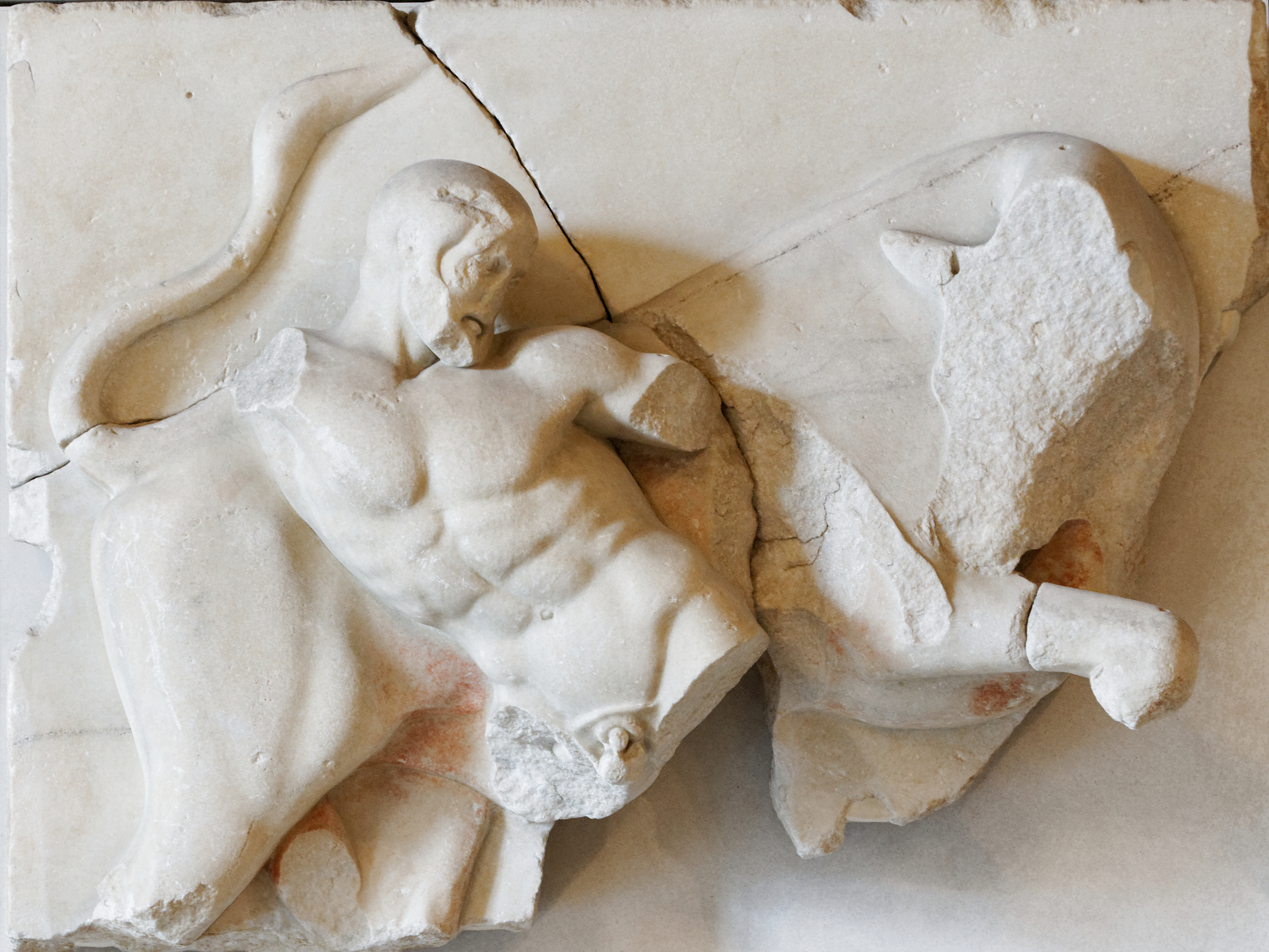
Héraklés a krétský býk, 4. metopa západního portálu

Ve štítu nad hlavním vstupem byla zobrazena chvíle před osudným závodem Pelopa a Oinomaa. Byli zde seřazení závodníci, v centru postava Dia a v rozích místní božstva. Kompozice byla statická ale působivá. Významu výjevu mohl porozumět jen ten, kdo znal celý příběh. Pelops porazil v závodu spřežení Oinomaa, který přitom zahynul, a stal se pánem Oinomáových držav, což bylo právě údolí Alfeia s územím Olympie. Možná že výjevem byl naznačen i nárok nad celým poloostrovem Peloponés pojmenovaným po Pelopovi.
V protilehlém štítu je zobrazeno veselí na svatební hostině Lapithů a kentaurů, která se postupně mění v boj (kentauromachie). Apollón výjev povzneseně pozoruje ze středu štítu. Zobrazení ovládá prudký pohyb, tak jako na dřívějších štítech zobrazujících boj. Postavy mají v obličejích výrazy bolesti i zběsilosti. Poselství této scény v kontextu Olympie lze interpretovat jako obraz neshod mezi řeckými obcemi a přítomnost Apollóna, který konflikt urovnal, pak poukazuje na mírotvornou úlohu Olympie. Postavou pozorující zápas mezi Lapithy a kentaury však může být i mladý Héraklés, který také s kentaury bojoval a má spojitost s Olympií. Pak by se jednalo o splynutí dvou příběhů v novou verzi.
Na metopách vnitřního vlysu byly zpodobněny činy Héraklovy od zabití nemejského lva po prolomení zdí Augiášova chléva. Poslední úkol se vztahoval právě k místu, kde byl chrám postaven. Héraklův výraz tváře se mění od úkolu k úkolu a vyjadřuje tak jeho pocity.